# Lucas Gourna-Douath
Lucas Gourna-Douath (* 5. August 2003 in Villeneuve-Saint-Georges) ist ein französisch-zentralafrikanischer Fußballspieler auf Position eines zentralen Mittelfeldspielers. Er beim FC Red Bull Salzburg unter Vertrag.

## Karriere

### Verein
Der in Villeneuve-Saint-Georges geborene Gourna-Douath begann seine fußballerische Karriere bei der AS Lieusaint, der US Sénart-Moissy und der US Torcy PVM, die alle im näheren Umkreis seiner Geburtsstadt liegen. 2018 folgte der Sprung nach Südfrankreich zum Erstligisten AS Saint-Étienne. Dort spielte er bis 2020 in der Jugendakademie. Parallel zur U19 spielte Gourna-Douath für die zweite Mannschaft von Saint-Étienne. Im Juni 2020 unterschrieb er im Alter von 16 Jahren seinen ersten professionellen Vertrag, zusammen mit Mathys Saban und Etienne Green. Einmal stand er jedoch schon in der Vorsaison im Kader der Profimannschaft. Am 12. September 2020 (3. Spieltag) der Saison 2020/21 debütierte er beim 2:0-Sieg über Racing Straßburg als er kurz vor Spielende ins Spiel gebracht wurde. Zwei Monate später stand er das erste Mal in der Startelf im Team von Trainer Claude Puel. Am 12. August 2021 verlängerte er seinen Vertrag bei Saint-Étienne bis Juni 2025. In der Saison 2021/22 kam er zu 31 Einsätzen in der Ligue 1, aus der er mit der ASSE zu Saisonende aber abstieg.
Nach dem Abstieg wechselte Gourna-Douath zur Saison 2022/23 zum österreichischen Bundesligisten FC Red Bull Salzburg, bei dem er einen bis Juni 2027 laufenden Vertrag erhielt. Mit einer kolportierten Ablösesumme von 13 Millionen Euro ist Gourna-Douath der teuerste Einkauf der österreichischen Fußballgeschichte. Dort spielte er zunächst für das Farmteam FC Liefering in der 2. Liga. Sein Pflichtspieldebüt für den FC Red Bull Salzburg gab er Ende August 2022 im Cupspiel gegen die Union Gurten. Für Salzburg kam er insgesamt zu 60 Einsätzen in der Bundesliga.
Im Februar 2025 wechselte Gourna-Douath leihweise nach Italien zur AS Rom. Während der Leihe kam er zu sechs Einsätzen in der Serie A.

### Nationalmannschaft
Gourna-Douath spielte bereits für die französische U-16-Nationalmannschaft. In den Jahren 2019 und 2020 war er für die U17 der Franzosen im Einsatz. Seit September 2021 ist er für die U19-Auswahl aktiv.

## Erfolge
- Österreichischer Meister: 2023